# Repérages en Palestine pour L'Évangile selon saint Matthieu
Pour plus de détails, voir Fiche technique et Distribution.
Repérages en Palestine pour L'Évangile selon saint Matthieu (italien : Sopralluoghi in Palestina per Il vangelo secondo Matteo) est un film documentaire italien de Pier Paolo Pasolini sorti en 1965. 
Film à mi-chemin entre le carnet de voyage et la réflexion intérieure, il relate les repérages effectués en Palestine en 1963 par le cinéaste pour son film L'Évangile selon saint Matthieu, aidé dans sa tâche par le père don Andrea Carraro.
Déçu par la modernité trop apparente des paysages, Pasolini renonce à effectuer le tournage sur les lieux mêmes où vécut le Christ. Le film sera finalement réalisé dans le Mezzogiorno (sud de l’Italie).

## Synopsis
En 1963, Pasolini se rend en Palestine, avec Don Carraro, à la recherche d'un décor pour tourner L'Évangile selon saint Matthieu, dans l'espoir de trouver des lieux qui rappellent le monde biblique originel.
En parcourant les lieux de la prédication du Christ, il y reconnaît les éléments typiques de la campagne du sud de l'Italie. Pasolini est surpris par la modernité de certaines parties d'Israël, comme Tel Aviv et la partie israélienne de Jérusalem, qui contrastent fortement avec les villages archaïques et misérables du monde arabe. Il sait que c'est ce dernier qui a conservé dans ses coutumes les caractéristiques de l'époque christique, alors que le monde juif est trop occidentalisé et industrialisé pour être utilisé dans le film. En contact étroit avec la population locale, il se rend compte qu'il serait impossible de trouver des figurants convenables pour son film, que ce soit parmi les Juifs, pour leurs visages trop modernes, ou parmi les Arabes, pour leurs visages préchrétiens. Près de Nazareth, Pasolini interroge des habitants d'un kibboutz sur leur organisation sociale et le système d'éducation de leurs enfants. Avant d'entrer dans Jérusalem, le réalisateur se dit déçu de ses recherches et propose de recréer ailleurs le décor de son film, même si la simplicité et la frugalité des gens vivant sur les lieux de prédication du Christ ont été pour lui une leçon de vie.
Le documentaire se termine par une visite à Jérusalem, dont la grandeur fascine Pasolini, et à Bethléem, avec des images de la grotte où, selon la tradition, le Christ est né.

## Fiche technique
- Titre français : Repérages en Palestine pour L'Évangile selon saint Matthieu[1],[2]
- Titre original : Sopralluoghi in Palestina per Il vangelo secondo Matteo[3]
- Réalisation et scénario : Pier Paolo Pasolini
- Photographie : Otello Martelli, Aldo Pinelli
- Production : Alfredo Bini
- Société de production : Arco Film
- Pays de production :  Italie
- Langue originale : italien
- Format : Noir et blanc - 1,33:1
- Genre : film documentaire
- Durée : 55 minutes
- Dates de sortie :
  - Italie : 11 juillet 1965 (Festival dei due mondi)

## Distribution
- Pier Paolo Pasolini
- don Andrea Carraro